# کنپا ویلکا
کنپا ویلکا (به لهستانی:  Kępa Wielka) یک روستا در لهستان است که در گمینا زانگمشل واقع شده است. کنپا ویلکا ۶۰ نفر جمعیت دارد و ۷۰ متر بالاتر از سطح دریا واقع شده است.